# Tarande

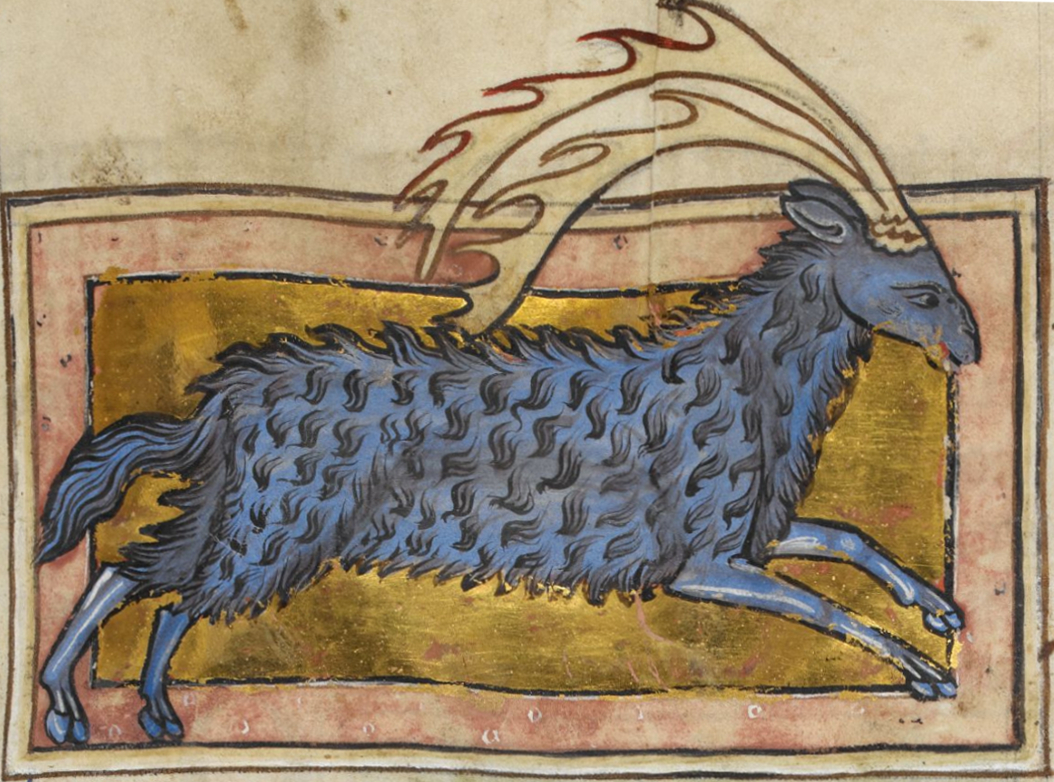
Illustration d'un Tarande présentant une couleur bleue.

Le tarande (également connu sous le nom de tarandos, tarandus, parandrus ou parandros[réf. nécessaire]), est une créature légendaire ressemblant à un renne ou un élan, avec des caractéristiques du caméléon. La véracité du tarande a été discutée par Georges Cuvier (1769-1832).

## Description

### Aristote
De mirabilibus auscultationibus (Sur les choses merveilleuses entendues) (en), ouvrage faussement attribué à Aristote, en fournit une description :

« Parmi les Scythes appelés Gélons, on dit qu'il existe un animal extrêmement rare, qu'on appelle tarandos ; il change de couleur de poil selon le lieu où il se trouve. C'est pourquoi il est difficile à attraper ; il prend la même couleur que les arbres et la terre, et généralement celle du lieu où il se trouve. Mais le changement de couleur de poil est très remarquable ; d'autres créatures changent de peau, comme le caméléon et le polype, mais cet animal est de la taille d'un bœuf, mais sa tête est de la même espèce que celle d'un cerf. »

Une note de la traduction de cette œuvre par la Loeb Classical Library en 1936 estime que l'animal décrit est probablement un renne ou un élan.

### Pline
Dans L'Histoire naturelle (publiée vers 77) le naturaliste romain Pline l'Ancien décrit le caméléon, avant de poursuivre par les « autres animaux qui changent de couleur : le tarande, le lycaon, le thos ». Émile Littré, dans sa traduction de l'ouvrage, qualifie l'animal de « renne » :

« Le renne, chez les Scythes, change aussi de couleur; et c'est le seul de tous les animaux couverts de poils, si l'on excepte le lycion de l'Inde (hyaena pieta, Temm.), à qui on donne une crinière sur le cou. En effet, les thos (lynx du nord), espèce de loups plus longs de corps, à jambes plus courtes, sautant avec agilité, vivant de chasse et inoffensifs pour l'homme, changent de fourrure et non de couleur: ils sont en hiver hérissés d'un poil qui tombe en été.
Le renne a la taille du boeuf; sa tête est plus grande que celle du cerf, et n'en diffère guère; son bois est rameux, son pied fendu, son poil aussi long que celui de l'ours. Quand il ne change pas sa couleur naturelle, il offre celle de l'âne. Son cuir est si dur, qu'on en fait des cuirasses. Il reproduit la couleur des arbres, des arbrisseaux, des fleurs, et des lieux où il se cache lorsqu'il a peur; aussi le prend-on rarement. Il était étonnant que des apparences aussi multipliées fussent données au corps ; il l'est encore plus quelles soient données au poil. »

### Élien
Claude Élien, zoologiste romain de langue grecque du IIIe siècle, évoque aussi ce changement de couleur de poils dans son De Natura Animalium :

« Si, à un moment quelconque, une rougeur ou une pâleur apparaît sur la peau nue et sans poils d'un homme, cela ne cause aucun étonnement. Mais l'animal connu sous le nom de Tarandus transforme lui-même ses poils et peut adopter une variété infinie de couleurs qui déroutent l'œil. Il est originaire de Scythie et, par sa peau et sa taille, il ressemble à un taureau ; les Scythes couvrent leurs boucliers de sa peau et la considèrent comme un bon contrepoids à la lance. »

### Solin
Solin, grammairien romain, a écrit l'encyclopédie Polyhistor (IIIe siècle ou IVe siècle). Il y parle d'animaux d'Éthiopie, comme celui qu'il nomme « taraude » ou « parandre » :

« L'Éthiopie [...] produit encore le taraude, qui a la taille du boeuf, le pied fendu, le bois rameux, la tête semblable à celle du cerf, la couleur et le long poil de l'ours. On dit qu'il change d'aspect quand il a peur, et que, lorsqu'il se cache, il prend la couleur des objets qu'il approche, que ce soit une pierre blanche, un arbrisseau, ou toute autre chose. Les polypes dans la mer et sur la terre, les caméléons présentent les mêmes phénomènes ; mais le polype et le caméléon n'ont pas de poil, ce qui rend plus concevable leur ressemblance de couleur avec les objets dont ils approchent. Toutefois remarquons, comme une chose inouïe et singulière, cette propriété des poils hérissés de pouvoir prendre successivement diverses couleurs. De là vient que l'on prend difficilement ces animaux. »

## Apparitions dans la littérature

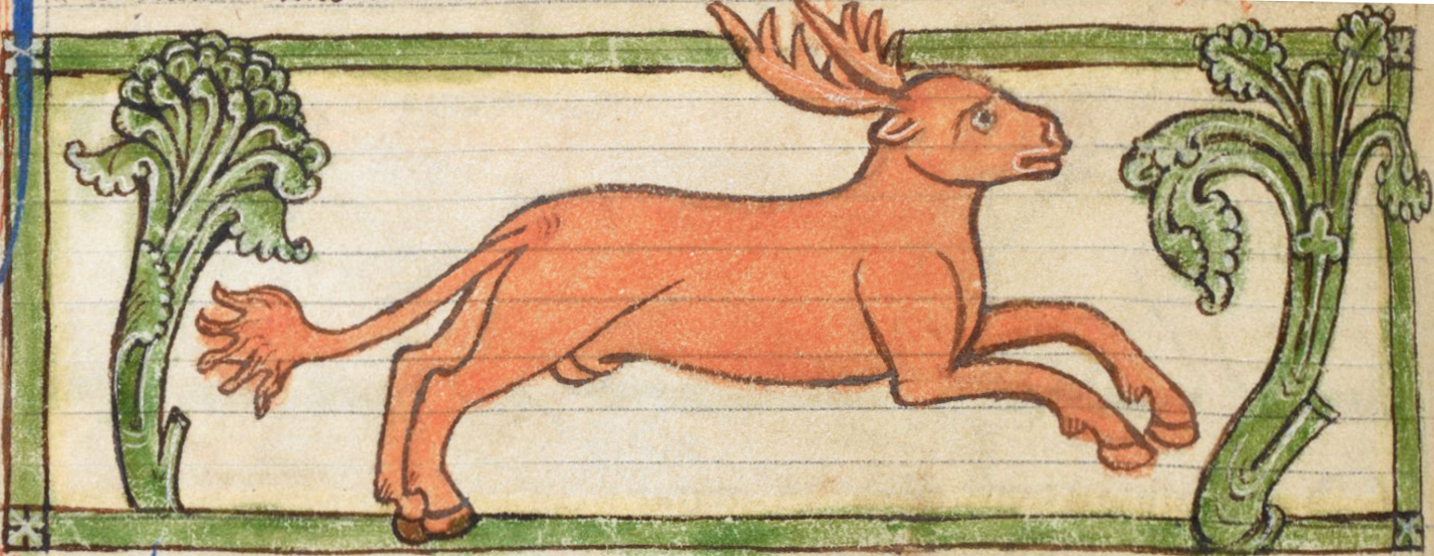
Parandrus (Bestiaire Harley MS 3244, XIIIe siècle, British Library)

Selon l'Oxford English Dictionary, la première référence en anglais au tarande se trouve dans la pièce médiévale The York Mystery Cycle (« All þin vntrew techyngis þus taste I, þou tarand » (1440). Ce qui donne en anglais moderne « All your untrue teachings thus I test, you tarand »).
Le tarande est décrit dans deux passages du Quart Livre de François Rabelais (1552). Le deuxième :

« Tarande est un animal grand comme un jeune taureau, portant tête comme est d’un cerf, peu plus grande, avec cornes insignes largement ramées, les pieds fourchus, le poil long comme d’un grand ours, la peau peu moins dure qu’un corps de cuirasse. Et disait le Gélon peu en être trouvé parmi la Scythie, parce qu’il change de couleur selon la variété des lieux desquels il paît et demeure, et représente la couleur des herbes arbres, arbrisseaux, fleurs, lieux, pâtis, rochers, généralement de toutes choses qu’il approche.
Cela lui est commun avec le poulpe marin, c’est le polype, avec les thoës, avec les lycaons d’Inde, avec le caméléon, qui est une espèce de lézard tant admirable que Démocritus a fait un livre entier de sa figure, anatomie, vertus et propriété en magie. Si est ce que je l’ai vu couleur changer, non à l’approche seulement des choses colorées, mais de soi-même, selon la peur et affections (émotions) qu’il avait. Comme sur un tapis vert, je l’ai vu certainement verdoyer, mais y restant quelque espace de temps, devenir jaune, bleu, tanné, violet par succès (successivement), en la façon que voyez la crête des coqs d’Inde couleur selon leurs passions changer. Ce que surtout trouvâmes en ce tarande admirable est que, non seulement sa face et peau, mais aussi tout son poil telle couleur prenait qu’elle était ès choses voisines. Près de Panurge vêtu de sa toge bure, le poil lui devenait gris ; près de Pantagruel vêtu de sa mante d’écarlate, le poil lui rougissait ; près du pilote, vêtu à la mode des Isiaces (prêtres d’Isis) d’Anubis en Égypte, son poil apparut tout blanc, lesquelles deux dernières couleurs sont au caméléon dépiées (refusées). Quand hors toute peur et affections (émotions) il était en son naturel, la couleur de son poil était telle que voyez les ânes de Meung. »

Et le quatrième :

« « J’ai trouvé ici un tarande de Scythie, animal étrange et merveilleux à cause des variations de couleur en sa peau et poil, selon la distinction des choses prochaines (voisines). Vous le prendrez en gré. Il est autant maniable et facile à nourrir qu’un agneau. »
À Gargantua son père [il] envoya le tarande couvert d’une housse de satin broché d’or »